# Verena Meliss
Verena Meliss (* 21. Juli 1997) ist eine italienische Tennisspielerin.

## Karriere
Meliss spielt vor allem auf Turnieren der ITF Women’s World Tennis Tour, wo sie bislang zwei Titel im Einzel und vier im Doppel gewann.
In der deutschen 2. Tennis-Bundesliga trat sie 2016, 2017, 2018 und 2019 für den TC Großhesselohe München an, 2021 spielte sie für den TC Grün-Weiss Luitpoldpark München in der 1. Tennis-Bundesliga.

## Turniersiege

### Einzel
| Nr. | Datum             | Turnier      | Kategorie | Belag | Finalgegnerin     | Ergebnis      |
| --- | ----------------- | ------------ | --------- | ----- | ----------------- | ------------- |
| 1.  | 21. Mai 2023      | Antalya      | ITF W15   | Sand  | Chantal Sauvant   | 4:6, 6:1, 6:3 |
| 2.  | 8. September 2024 | Fiano Romano | ITF W15   | Sand  | Samira De Stefano | 6:4, 6:7, 6:4 |

### Doppel
| Nr. | Datum             | Turnier   | Kategorie | Belag     | Partnerin              | Finalgegnerinnen             | Ergebnis |
| --- | ----------------- | --------- | --------- | --------- | ---------------------- | ---------------------------- | -------- |
| 1.  | 1. Februar 2020   | Cancun    | ITF W15   | Hartplatz | Eliessa Vanlangendonck | Hind Abdelouahid Stacey Fung | 6:2, 6:2 |
| 2.  | 16. November 2020 | Iraklio   | ITF W15   | Sand      | Martina Spigarelli     | Shavit Kimchi Maya Tahan     | 7:5, 6:2 |
| 3.  | 11. Mai 2024      | Antalya   | ITF W15   | Sand      | Dia Evtimova           | Aya El Aouni Francesca Pace  | 6:4, 7:6 |
| 4.  | 6. Juli 2024      | Hillcrest | ITF W35   | Hartplatz | Xenija Laskutowa       | Isabella Kruger Zoë Kruger   | 6:2, 7:5 |